# شتيفان ليمان
شتيفان ليمان (بالألمانية: Stefan Lehmann)‏ هو باحث في تاريخ العصور الكلاسيكية ألماني، ولد في 13 نوفمبر 1951 في Caputh, Brandenburg ‏ في ألمانيا.